# Plusgölen
Plusgölen är en sjö i Vaggeryds kommun i Småland och ingår i Lagans huvudavrinningsområde. Sjön är 5,2 meter djup, har en yta på 0,015 kvadratkilometer och befinner sig 250 meter över havet.